# Sara (provins)

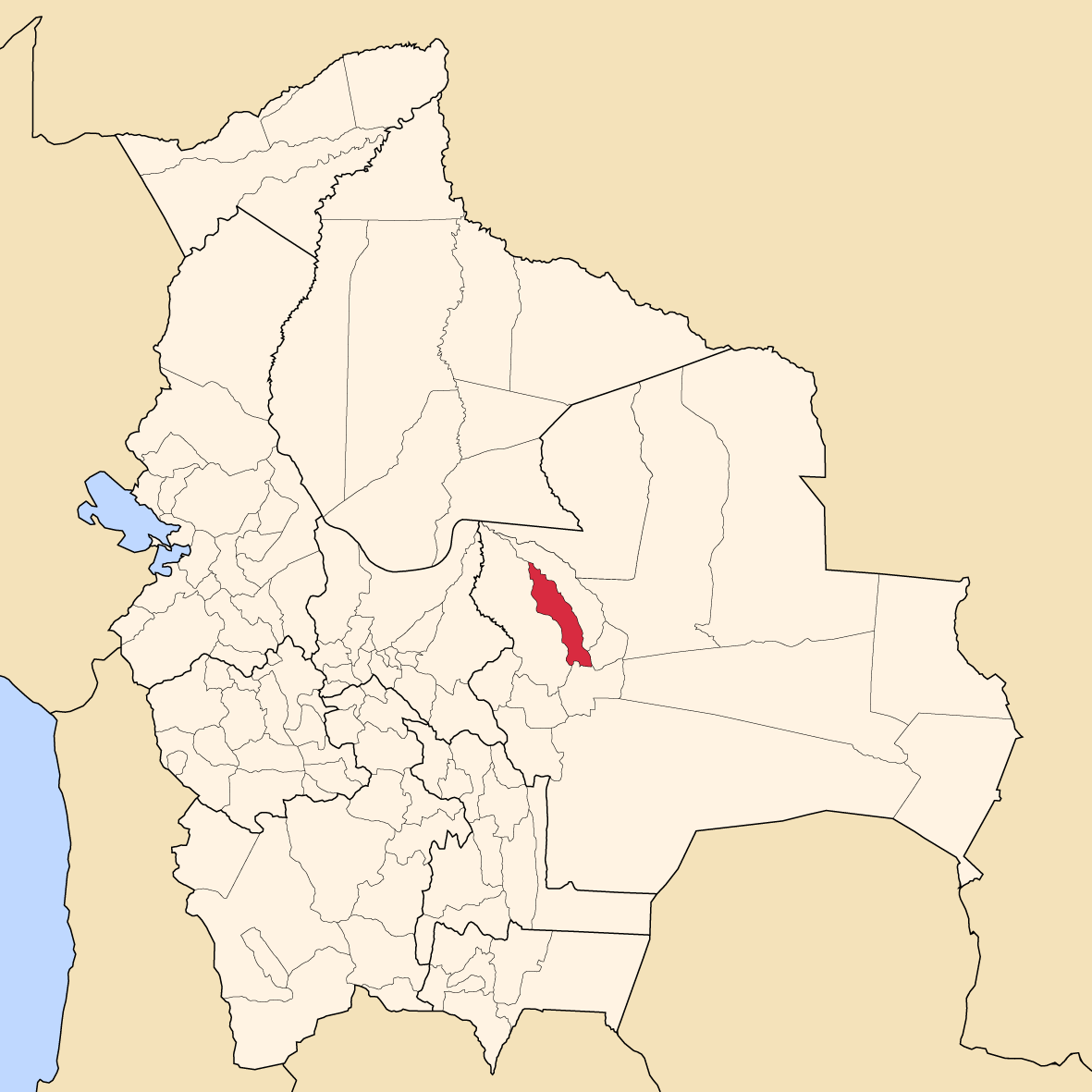
Provinsens läge i Bolivia

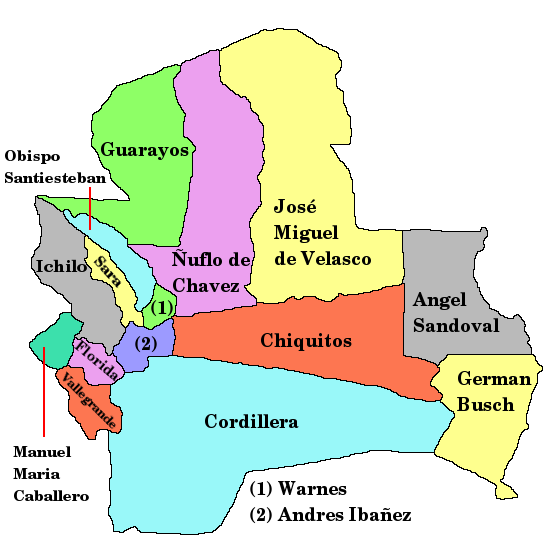
Provinser i Santa Cruz

Sara är en provins i departementet Santa Cruz i Bolivia. Den administrativa huvudorten är Portachuelo.